# غمار قوقازي
غمار قوقازي (الاسم العلمي: Gammarus caucasicus) هو نوع من المفصليات يتبع جنس الغمار من الفصيلة الغمارية. سمي هذا النوع نسبةً إلى القوقاز.